# Гуди, Фрита
Фри́та Джейн Гу́ди (англ. Fritha Jane Goodey; 23 октября 1972, Кингстон-апон-Темс, Суррей, Англия, Великобритания — 7 сентября 2004, Ноттинг-хилл, Лондон, Англия, Великобритания) — британская актриса.

## Биография
Фрита Джейн Гуди родилась 23 октября 1972 года в Кингстон-апон-Темсе (Суррей, Англия, Великобритания) в семье Гленна и Салли Гуди. Она окончила Лондонскую академию музыкального и драматического искусства.
В 1999—2004 года она снималась в кино. Всего сыграла 12 ролей в фильмах и сериалах.

### Смерть
Будучи опустошённой из-за продолжительной борьбы с нервной анорексией, 31-летняя актриса покончила жизнь самоубийством, нанеся себе удары в грудь кухонным ножом 7 сентября 2004 года у себя дома в Ноттинг-хилле (Лондон, Англия, Великобритания).